# Kits

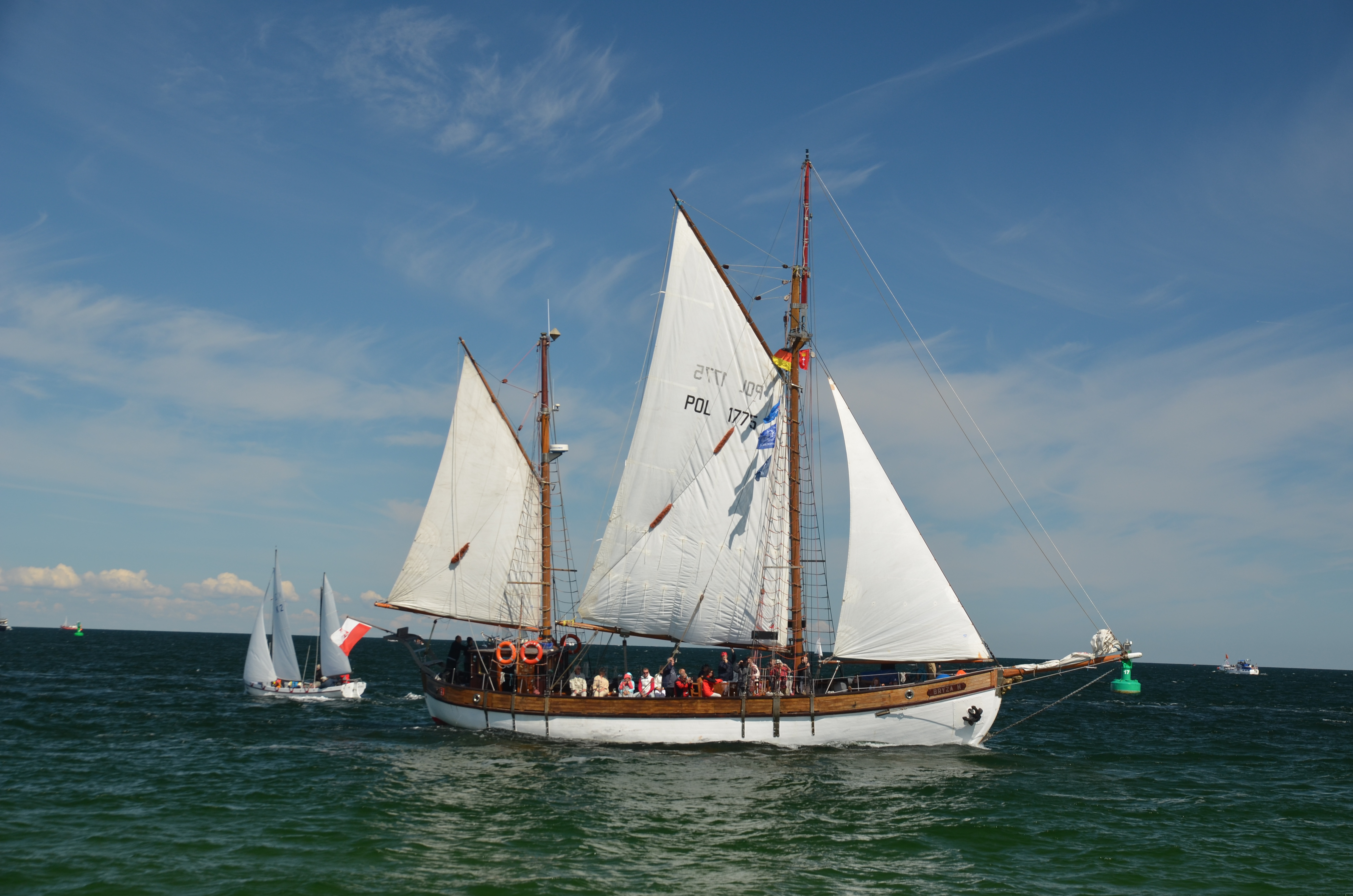
Voorbeeld van een kitsgetuigd schip

Een kits is een langsgetuigd zeilschip met twee masten.
De voorste mast is de hoogste. Aan deze mast kunnen een grootzeil, fok en kluiver(s) gevoerd worden. Aan de achterste mast wordt gewoonlijk alleen een bezaan gevoerd. Is een mast gaffelgetuigd, dan kan er ook een topzeil worden gevoerd. Op een kits staat de achterste mast voor de roerkoning; op een yawl, die eveneens twee masten heeft, staat de achterste mast achter de roerkoning.
Als voordelen van het kitstuig noemt men de flexibiliteit (men kan verschillende combinaties van zeilen hijsen) en het bedieningsgemak (hetzelfde zeiloppervlak is over meerdere kleinere zeilen verdeeld). Omdat de zeilen minder hoog reiken dan bij een sloepgetuigd schip, heeft een kits bij harde wind iets minder neiging tot overhellen.
Als nadeel van het kitstuig wordt de positie van de bezaan ten opzichte van het grootzeil beschouwd; in het bijzonder bij het zeilen aan de wind staat dit zeil min of meer in de luwte van het grootzeil. Zo kan het een remmende werking op het schip uitoefenen.